# 假面騎士OOO角色列表
假面騎士OOO角色列表展示於朝日電視台放映的特攝劇集《假面騎士OOO》各個角色。

## Couscoussier（多國料理店）
火野映司（ひの えいじ）（渡部秀飾／香港配音：黃積權（本篇）、伍博民（平成世代FINAL、ViuTV時王）／台灣配音：余孟珂；孟慶府；賈文安；江志倫/中国大陆配音：路扬（10th復活的核心硬幣））
假面騎士OOO與假面騎士Birth的變身者。
不抱有任何夢想與追求，基本上和慾望沾不上邊的散漫青年。雙親與兄弟都是有名的政治家。
每天只需要有三餐吃飽就能滿足的。沒有存款，沒有興趣愛好。喜歡迷迷糊糊地眺望景色。個性看起來很悠閒，不過觀察力和警覺心很強，曾識破安酷隱瞞Yummy所在處的意圖，對炸彈的存在跟造成的聲響很敏感。
對於「內褲」有莫名的執著和品味，認為只要有零錢和內褲就能不斷地生活。現在在多國料理店打工。
對於朋友極重義氣，就算只是幾分鐘前認識的也是一樣，有著強烈的正義感，不太喜歡算計別人的戰術。
對他人和事物都不抱有慾望的他，即使經常幫助他人，也不說自己是心地善良才這麼做，這是因為他在為貧窮國家募捐時，發現他是被作為政治家的父母和兄弟利用，募捐的錢全用於內戰，且被他們利用這件事炒作自己，內戰時無法及時拯救村裡和他感情最好的小女孩，此後一直感到後悔不已，為了不讓自己再次像這樣後悔，決定只要有人需要幫助，便不會撒手不管。
非常討厭跟戰爭與破壞有關的事物，如炸彈和人的死傷。也討厭不重視人命的人，對真木為了觀察跟實驗而罔顧人命的態度，而對其表現出強烈的憤怒。
很怕蛇，在取得Candroids—鰻魚時因將其誤認為蛇而想丟掉；在《劇場版 假面騎士OOO WONDERFUL 將軍與21枚核心硬幣》變身為BURAKAWANI聯組時，雖然懼怕但還是吹奏笛子呼喚COMBO頭部的蛇進行攻擊，也使敵方身上的蛇被笛聲吸引而擾亂主體。
隨著使用COMBO的次數增加而逐漸能承受其力量，且被Ankh評價為「有著收集代幣的才能」。
基本上他並不知道Ankh所持有的代幣種類，因而常常無法使用想用的代幣。其戰鬥時所使用的代幣組合幾乎都是由Ankh指示的。
第31話被恐龍系硬幣附身，也因為該被5枚恐龍系硬幣附身的緣故，因此能偵測到Yummy的出現。
第36話第1次成功控制恐龍系硬幣。
在第42話失去味覺，更而認知到自身的Greeed化。
而第46话被真木清人放入兩枚恐龍系硬幣，而完全Greeed化。
在第47話為阻止真木，吸收鸿上所持有的無限普通硬幣。
在第48話得到了最初的TATOBA聯組，成為真正的OOO，但該硬幣於使用後即損毀。
擊敗真木後，帶著Ankh的硬幣碎片，重新開始旅行。
於劇場版《假面騎士W Forever A至Z/命運的Gaia Memory》中先行登場，協助假面騎士W/左翔太郎&菲利普兩人擊敗了Luna Dopant。
於聯動劇場版《假面騎士×假面騎士 Fourze & OOO MOVIE大戰MEGA MAX》中因Ankh的幫助而取回所有變身使用的硬幣，可以再次變身成假面騎士OOO，得以對抗來自40年後的假面騎士波賽頓並救出湊海遙，事件過後，從海遙手上得到未來的Taka、Tora、Batta硬幣，變成Super TATOBA COMBA與“假面騎士Fourze/如月弦太郎”聯手擊敗超銀河王。
於《假面騎士x超級戰隊 超級英雄大戰》中與泉比奈一同被捲進假面騎士和超級戰隊之間的戰鬥。
於聯動劇場版《假面騎士×假面騎士 Wizard & Fourze MOVIE大戰Ultimatum》正流浪於世界各地，為尋求過去的戰友安酷的復活方法，而進行鴻上基金會屬下的研究助理工作。
於聯動劇場版《假面騎士平成Generations FINAL Build & EX-AID with 傳說騎士》中作為傳說騎士登場。
於完結篇《假面騎士OOO 10th 復活的核心硬幣》中在与古代OOO的战斗中因保护小女孩而死亡，死前释放自身的欲望而使Ankh复活。
於《假面騎士ZI-O》第9-10話登場。
安酷（アンク）（鳥系幹部怪人）（三浦涼介飾／香港配音：關令翹、梁偉德（代配）、何偉誠（平成世代FINAL）／台灣配音：姜先誠（本篇）、孟慶府（平成世代FINAL）/中国大陆配音：汤水雨（10th復活的核心硬幣））
假面騎士OOO的變身者。
與其說是主角的搭檔，不如說是代幣的管理者。給與了主角變身能力的主謀。由於自己不能戰鬥，所以通過映司來搜集代幣。
本身其實是怪人幹部的其中之一，但由於代幣不足導致除了右手外都不能變身。為此而附身在被Yummy重傷的比奈的哥哥-信吾的身體，但如果離開他的身體十分鐘，信吾便會死亡。
Ankh的身體和右腕因為在800年前被封印時的意外而分離，導致僅有右腕和其意識受到封印，而其軀體卻完好的存留著。Ankh的軀體在封印解開後被鴻上光生找到，並且復活，但卻是僅空有生命型態軀體而已。
雖然是怪人幹部，但甦醒後與其餘四位幹部為敵對關係。
對核心幣的使用非常瞭解，映司變身使用的組合幾乎都是Ankh指示的。
雖然使用同類系代幣組成的聯組形態擁有較強大的力量，但由於需要維持該强大的力量，所以會消耗變身者的體力。正因如此，Ankh初期並不鼓勵映司使用聯組形態。但隨著映司使用聯組形態次數越多，其承受聯組形態的能力亦越來越强，Ankh將其評價為「有着收集代幣的才能」。
性格非常彆扭，偏好算計別人，同時唯利是圖，和映司正好完全相反。
表面上其終極目的是希望搜集到幾乎所有代幣，成為一種集所有慾望接近神的存在，但其實只是想有一個完整的身體。
在第3話與後籐對話後發現自己必須進化，而學會了使用iPhone 4和iPad。
喜歡吃冰棒，但卻常常去偷別人的來吃。
因為被鴻上基金會收取60%的代幣，加上第8話被Uva重傷時失去一部分硬幣，令本體（右手）常常不能維持平常的型態。
在第17話從其口中得知自身無法製造yummy，並獲得了用來裝Core Medals的盒子。
在第20話將自己的3枚Core Medals吸入身體內，令右臂產生出一隻會放出彩色光影的深紅色羽翼，但不久後即消失。
在第25話對出現的鳥系Yummy進行跟蹤調查，並將組成TAJADORU COMBO的硬幣交給映司後便離開。在第26話被映司識破用意而放棄調查讓映司打倒Yummy。
在第29話發現Ankh（Lost），其後與其互雙吸收身體卻不敵Ankh（Lost）。
在第33話試圖取走映司身上的恐龍系硬幣，卻不敵其力量而無法順利取走。
在第34話遭貓頭鷹Yummy帶走，與Kazari和Ankh（Lost）見面，後因映司自己呼喚恐龍系硬幣變身暴走而得救，卻為了阻止暴走的映司而用右腕擋下Madagaburyu的攻擊。
在第36話因為信吾已經回復意識而離開，其後發現信吾的身體是必要的，之後比奈允許其繼續附身在信吾身上。
在第40話遭到Ankh（Lost）吸收，但留下了一枚TAKA和代幣盒。
在第42話恢復自由，並離開映司。
在第43話首度製作出YUMMY，同時將UVA復活並進入GREEED組織。於同話再次附身於泉信吾身上至第48話消失為止。
在第46話與映司交心，確認了自己真實的慾望，並於該話展示出鳥系Greeed的完全復活體。
在第47話其封存意識的硬幣遭真木打裂。
在第48話將自身的所有硬幣交與映司，完成最後的TAJADORU COMBO，並於戰後消失。
加入真木的組織後，漸漸覺得Greeed的生活很無趣，有了「自己是人類」的感覺，決心因此動搖。
之後終於確認了自己的想法，那就是視映司為一生不可或缺的夥伴，帶著這樣的想法，最後用出所有力量幫助映司打敗真木。
於聯動劇場版《假面騎士×假面騎士 Fourze & OOO MOVIE大戰MEGA MAX》中復活，於40年後的世界回到現代幫助映司取回變身使用的核心硬幣，令他可以再次變身成假面騎士OOO並打敗假面騎士波賽頓後回到未來。
在聯動劇場版《假面騎士平成Generations FINAL Build & EX-AID with 傳說騎士》中因存有自身意識的碎裂硬幣注入最上魁星所召喚的Ankh復製體而短暫復活，在幫助映司對敵並索討冰棒後再次消失。
於完結篇《假面騎士OOO 10th 復活的核心硬幣》中經由火野映司死前釋放自身的欲望正式復活。
泉信吾（いずみ しんご）（24）（三浦涼介飾／香港配音：關令翹、梁偉德（代配）／台灣配音：姜先誠/中国大陆配音：汤水雨（10th復活的核心硬幣））
比奈的哥哥，是一位刑警。
因為遭遇到Yummy的戰鬥而瀕死至重傷。
現在被Ankh附身而變成其行動工具。
在信吾的記憶中得知其偷偷買了iPhone4和iPad，現被Ankh借用。
在第35話重新恢復意識，於第41話已能自由行動，並持有被Ankh附身時所得到的知識。
於第43話再次被Ankh附身至第48話Ankh消失為止。
最後與泉比奈恢復了正常的生活。
泉比奈（いずみ ひな）（18）（高田里穂飾／香港配音：凌晞（本篇）、顧詠雪（ViuTV時王）／台灣配音：劉艾靈/中国大陆配音：朔小兔（10th復活的核心硬幣））
假面騎士OOO平行世界的變身者。
被Ankh奪取身體的泉刑警之妹。因為Ankh持有著因附身在哥哥身上，而開始負責照顧映司他們，也監督著Ankh的飲食狀況，常常禁止他吃冰棒。
充滿著俠義心腸，雖然害怕怪人，但沒有因Ankh的身份而退縮，反而對他表現出強勢的態度，也常常對Ankh捏耳朵。
雖然思想上是個普通的女孩子，但卻擁有超出常理的怪力而不斷有職業摔跤和柔道的邀請，不過她本人並不喜歡這份過強的力量。
擁有寂寞的一面，雖然對Ankh很不爽，面對他時都沒有好臉色。但因為一在他身旁就有懷念哥哥的感覺，所以一同冒險。
因為不想讓自私的Ankh復原其身體而拿走KUJAKU，結果被Ankh捉著。
第32話阻止映司因受五枚硬幣的影響組成了PuToTyra聯組的暴走。
於《假面騎士x超級戰隊 超級英雄大戰》中與映司一同被捲進假面騎士和超級戰隊之間的戰鬥。
於《假面騎士ZI-O》第9-10話登場。
白石知世子（しらいし ちよこ）（30）（甲斐麻理惠飾／香港配音：林元春、曾佩儀（代配）／台灣配音：高嘉鎂/中国大陆配音：乔菲菲（10th復活的核心硬幣））
假面騎士Birth平行世界的變身者。
比奈的多國料理店的店長。
擁有善於照顧人，坦率明朗的性格，但也有兇惡的一面，於第40話因反對警察們把映司及Ankh趕走而與警察們大打出手，事後料理店被停業，在該話最後恢復營業；會為客人當日的行程制定各式國家的料理，並且在店裡會穿著當日主題國家的服飾。
喜歡讓映司和比奈也跟著進行Cosplay，後藤在該店打工的時候也會跟著進行Cosplay。
由其登場開始到第46話都未知道映司和Ankh的真正身份，而於第9話更對Ankh的右手表示好奇，第47話由比奈告知一切。
隨著時間的推進，店內的主題也不同。
- 第2集：加勒比海主題
- 第3-4集：印度主題
- 第7-8集：日本主題
- 第9集：萬聖節主題
- 第10集：教室主題
- 第11-12集：泰式主題
- 第13集：西部主題
- 第15-16集：聖誕節主題
- 第17集：正月主題
- 第18集：埃及主題
- 第19-20集：瑞士主題
- 第21-22集：情人節主題
- 第23-24集：法式主題
- 第25-26集：西班牙主題
- 第29-30集：義大利主題
- 第31-32集：畢業主題
- 第35-36集：慶祝比奈得冠
- 第37集：香港主題
- 第41集：希臘主題
- 第48集：阿拉伯主題
- 《劇場版 假面騎士OOO WONDERFUL 將軍與21枚核心硬幣》：江戶時代主題
- 《假面騎士×假面騎士 Fourze & OOO MOVIE大戰MEGA MAX》：七夕主題

## 鴻上基金會
後藤慎太郎（ごとう しんたろう）（22）（君嶋麻耶飾／香港配音：陳灝瑋／台灣配音：李培松；喬資淯/中国大陆配音：李嘉祥（10th復活的核心硬幣）
假面騎士Birth第二任及假面騎士Birth X變身者，亦算是本作中第三位騎士，財團所屬Ridevedor的一番隊的隊長。原本是警察的傑出人才。鴻上的忠實部下。
他是沉默寡言不善流露表情的類型，穿著全黑色衣服和長褲。初期以槍和火箭筒為武器。
因為接受鴻上的命令所以進行OOO的支援工作。很冷淡地執行每次任務，明顯忌妒映司。
堅信鴻上能夠拯救社會而努力工作著，不過隨著和映司以及Ankh的交流開始對此抱有疑問。
在第11話，從鴻上手中得到三個新型Candroids—鰻魚。
同話因為想向鴻上証明就算沒有OOO，自己也能消滅Yummy而和燕尾蝶Yummy對戰，但最後不敵戰敗。在OOO將發動必殺技時向燕尾蝶Yummy發射火箭炮，但卻射中了OOO。
在第12話終于明白只有OOO才能戰勝Yummy，因此與映司正式冰釋前嫌，並協助映司打敗Yummy。
在第16話目見完成後的Birth Dirver。
在第17話跑步時看到伊達明變身為Birth而決定向他請教變強的方法。
在第19話開始在多國料理店打工。
在第20話取得Birth Buster並試射，卻無法承受其後座力而向後震飛，後來伊達明將Birth Buster借給後藤練習使用。
在第21話以Birth Buster練習射擊。
在第22話成功使用Birth Buster射中Uva。
在第24話已經能使用Birth Buster作戰而不會被後座力震飛而開始幫助伊達作戰上的支援。
在第29話再次回到鴻上身旁工作。
在第37話伊達倒戈加入真木的阵营時繼續支援OOO。
在第37話曾經判斷伊達賺取1億原因是建設醫療學校，但在第38話已經被伊達本人否認。
在第38話接替伊達明成為第二代的假面騎士Birth。與伊達相反，非常喜歡研究說明書，因此在真木離開自己的研究室後便把它利用來研究Birth說明書，並且把Birth系統的自爆裝置給移除，因此伊達明避免被炸死。
在第44話中和完全復活的Kazari戰鬥時Birth遭大破，暫時轉用試作型Birth。
在第46話使用修好的Birth與使用試作型Birth的伊達一起戰鬥，並且擊敗Gamel。
伊達明（だて あきら）（30）（岩永洋昭飾／香港配音：鄧志堅、張裕東（代配）／台灣配音：胡鎮璽；馬國堯/中国大陆配音：周健（10th復活的核心硬幣））
假面騎士Birth第一任及假面騎士Birth試做型的變身者，亦是本作中第二位騎士。
為鴻上所挑選，用來測試Birth的人，後來因為一億元的報酬而接下了正式的變身者及打敗Yummy收集普通代幣的工作。
和映司一樣曾經在外旅行，為無國界醫生，並跟著巡迴醫療組織在世界各地義診。
和鴻上一樣，喜歡誕生、開始。
喜愛吃關東煮。
不喜歡看說明書。
身上常常帶著一個大型代幣桶來裝著大量Cell Medals，以備不時之需。
隨身帶著數個Candroids猩猩。
喜歡對敵人亂射，有時甚至波及週遭無關者。
喜歡玩弄真木的洋娃娃。
第16話得到Birth Driver後變身為假面騎士Birth，攻擊Mezool變成的暴走態並使其掉出兩枚Core Medals。
第17話與OOO合力擊敗獨角仙Yummy。
第19話開始擅自住在真木的研究所裏。
第20話將Birth Buster借給後藤。
第22話向真木拗到一把新的Birth Buster。
第35話透露自己曾被一枚子彈擊中腦部，“原本能活下来都算是奇蹟”的伊達明卻選擇賺取一億元的心讓鴻上認可，使其成為Birth，但越来越嚴重，使得兩次戰鬥都因為劇烈頭痛導致戰敗。
第37话为了赚足一億元而倒戈加入真木的阵营。
第38话說明了賺一億元的動機是為了赴國外動手術將子彈取出，並將真木預支予他的五千萬，加上鴻上交給他的危險工作補償、退休金、後藤的培訓獎金合計剛好賺足一億，亦因此離開日本。於同話真木欲啟動Birth系統的自爆裝置以炸死反叛的他，但在真木離開自己的研究室後便被後藤利用來研究Birth說明書，並且把Birth系統的自爆裝置給移除，因此避免被炸死。
在第46話再次出場，並以試作型Birth與使用Birth的後藤一起戰鬥，並且擊敗Gamel。
於《假面騎士ZI-O》外傳《假面騎士ZI-O NEXT TIME Geiz Majesty》作為明光院景都的醫師登場，開導了景都不要因為一時的挫敗而失去了對人生的看法，應該試著去體驗不同的人生樂趣。
里中惠理（さとなか エリカ）（21）（有末麻祐子飾／香港配音：吳羨婷／台灣配音：張乃文/中国大陆配音：兰酒（10th復活的核心硬幣））
鴻上能幹的女秘書。為人十分有性格，平時沉默寡言也不多表情，是個沉著冷靜的年輕女性。
為了繼續吃下鴻上所製作的蛋糕而努力減肥。
有些時候也會出外搜集情報進行對後籐的支援工作，也會以視像會議形式讓鴻上和別人對話。
外表看下去像一個正常的女秘書，但其實其射槍的技術比後籐更出色。
比起甜食，更喜歡吃辣。
在第13—14話放假。
槍法很好，在第20話用槍擊破數隻獅子水母Yummy分離出來的水母，並把帶著CONDORU的Candroids—孔雀射給映司。
於第39話成為後藤的Birth助手，但卻堅持要打扮後才出戰，認為不適宜穿著上班的服裝戰鬥。
於第39話稱自己是後藤的上司，皆因她是鴻上的秘書，而後藤則是鴻上的秘書助理；十分重視休息時間，更在同話裏的休息時間裏把猩猩罐給關掉，以免自己因Yummy的出現而被打優休息，後藤教訓她不應該這樣做的時候反教訓回後藤要重視團隊合作。
堅持不加班，但於第45話破例向鴻上提出如有關對付真木的對策便會加班。
於第40話被後藤提出的「如立即出擊，便把工資裏的5%給你」的留言所吸引，首次沒有打扮便出戰，但從此之後還是堅持打扮後才出戰。
鴻上光生（こうがみ こうせい）（こうせい）（43）（宇梶剛士飾／香港配音：招世亮、陳欣（代配）／台灣配音：胡鎮璽/中国大陆配音：李铫（10th復活的核心硬幣））
神秘財團—鴻上基金會的會長，常常以浮誇的語氣說話。也是Ridevendor的創立人。Ridevedor是為了對付怪人而特別培養的精銳部隊，但在第一話中其中一隊被4個Greeed全數消滅（後藤慎太郎例外）。
給予騎士機車以及各式戰鬥機械的支援，但其真正本意是個謎。
似乎也在偷偷期望看到Greeed（幹部怪人）的復活。為了某個目的同時在大量搜集代幣，詳細情況不明。
喜歡生日、誕生與開始。也常以生日禮物的名義送東西或分派任務，有時更會附上生日蛋糕。
有著穿著圍裙製作蛋糕的喜好，但其部下除了里中惠理以外都很怕吃他的做的蛋糕。在會長室擺放著和商務不相稱的烤箱等蛋糕烹調器具。
第4話結尾時以視像會議形式和火野映司及Ankh碰面，提出以科技協助二人，但代價是要收取二人收集回來的代幣中的70%。在第6話中Ankh和鴻上光生的最後交易結果是60%。
曾經在彈琴時回想起800年前上任OOO封印4個完全體Greeed的情形。
在第11話把三個新型Candroids—鰻魚交給後藤。
在第15話將KUJAKU的Core Medal（鳥系Core Medals）交給後藤運送。
在第16話告訴映司每系原本有10枚Core Medals，但因為破壞其中一個而變成Greeed和各有9枚Core Medals。
在第19話將CONDORU的Core Medal給予映司，但卻被要求將其保管。
在第20話透過里中惠理將CONDORU的Core Medal交給映司。
在第44話吿訢映司只要有欲望就不會繼續Greeed化。
在第48話鴻上光生會長交給映司鳥系、貓系、昆蟲系各1枚硬幣，此三枚硬幣全部皆為800年前硬幣製造初期，在每套10枚硬幣組裡的第10枚硬幣Core Medals。
Ankh的軀體其實是被鴻上找到，但僅空有生命型態並無自我意識和記憶，於是藉著拔除KUJAKU和CONDORU給予刺激，使其復活。
於《劇場版 假面騎士OOO WONDERFUL 將軍與21枚核心硬幣》中被Master Gala說出他是繼承了將Gala毀滅之人的血統，而得知他就是800年前OOO王的後人。
於《假面騎士×假面騎士 Fourze & OOO MOVIE大戰MEGA MAX》中仍不放棄Core Medals的力量，40年後並繼續開發新的Core Medals及Driver，結果引發未來的假面騎士穿越時空的暴走事件。
於《假面騎士聖刃 + 機界戰隊全界者 超級英雄戰記》在假面騎士REVI及假面騎士VICE登場時拿著生日蛋糕，祝賀著《假面騎士系列》50週年紀念作《假面騎士REVICE》的誕生。
真木清人（まき きよと）（35）（神尾佑飾／香港配音：張錦江／台灣配音：李勇）
鴻上生體研究所的會長，是個天才研究員，本作最終反派。
左臂上有一個可怕的洋娃娃，栩栩如生，不知為何它能在每一個鏡頭下也有不同的動作，每逢真木說話都是對着他的洋娃娃說，就算他是對着任何人說話都是這樣，且真木會幫其更換衣物，一旦其掉落或不見真木就會失去冷靜般的瘋狂，而且真木通常都不願意讓其他人碰其洋娃娃。
性格與鴻上相反，喜歡終結、死亡與結果。
認為世界要在還美麗的時候終結。
研究和發明了很多不同類形的Candroids、武器和其他工具。
在西裝裏面兩邊裝有14個Candroids。
在第10話把能變成Toride Vendor的Candroid交給映司。
在第12話時和Kazari接觸，也開始和其合作來得到更多代幣。
在第13話把Birth Driver製成。
在第14話尾把假面騎士Birth的程式完成。
在第15話要求鴻上找後藤運送5000枚Cell Medals去鴻上生體研究所，同話中和Kazari合作得到大量Core Medals，並進行把大量Core Medals放入一個容器（Greeed）再看其成長的實驗。
在第16話令Mezool把5000枚Cell Medals和兩枚昆蟲系Core Medals吸收而變成為大型Greeed暴走態。同話完成Birth Driver，將其交給伊達明和讓他變身為假面騎士Birth。
第22話把一把新的Birth Buster交給伊達明。
第24話把Drill Arm修好。
因為白石千世子和其已死的姊姊真木仁美極為相像，而非常震驚。
只要和伊達明一起就會變成搞笑角色。
於第29話生日，同話因為對其姊姊的感情而被Kazari製造出虎鯨熊貓Yummy，為保護白石千世子而用Candroids攻擊Shachipanda Yummy但反被其丟傷。
於30話破壞自己的研究室，並正式脫離財團，而和Kazari等人聯手合作。
第32話被Kazari投入五枚恐龍硬幣，因而可製造憑依型Yummy。
於38話欲啟動Birth系統的自爆裝置以炸死反叛伊達明，但在他離開自己的研究室後便被後藤利用來研究Birth說明書，並且把Birth系統的自爆裝置給移除，因此伊達明險被炸死。
第42話身體產生異變，並於第44話完全Greeed化。
第46話破壞了Gamel兩枚硬幣，最後導致Gamel被Birth擊敗死亡，隨後硬性投入兩枚紫色硬幣到映司體内以致其暴走。
第47話對Uva投入一枚蝗蟲硬幣使其完全復活。
第48話似乎已经预料到了自己的死，并将洋娃娃打扮成自己的样子送给了千世子，最后被映司和Ankh完全击败，落入黑洞之中。

## 貪婪怪人
卡佳里（カザリ）（橋本汰斗飾／香港配音：鄧港文／台灣配音：李培淞/中国大陆配音：云安（10th復活的核心硬幣））
貓系幹部。下半身不完全，代表色是黃色，能創造寄宿型的Yummy。
在復活時，身上持有七枚核心硬幣。
名字的含義是「偽裝」。
速度極快，手上的爪能伸長。能放出旋風進行攻擊。
擅於使用心理戰，但自己本身也猜忌多疑。
與Uva不和。
於第4話從OOO手上奪走Uva的核心硬幣，但同時被奪走三枚核心硬幣，導致除了頭部以外都不完全。
於第8話用Uva的核心硬幣交換回自己的核心硬幣，完成身體的一部分。
於第12話時和真木接觸。
於第15話被OOO奪走一枚核心硬幣但奪去Ankh和OOO其他六枚各式核心硬幣，同話襲擊Mezool得到其六枚核心硬幣。
於第16話在Mezool被OOO擊破後奪取Gamel和Mezool的核心硬幣。
在第19話取回自身8枚的核心硬幣。加上多個水系的核心硬幣時能令其黑色頭髮變長、背上也能長出金黃色的光翼。
在獲得並吸收其他屬性的核心硬幣後，便能製作出混合型Yummy及使用其他Greeed的力量。
於第30話和Ankh（Lost）與真木共同行動。
於第44話奪回三枚自己的核心硬幣後完全復活而背叛其他Greeed，在與OOO和Birth的戰鬥中，保有意識的一枚核心硬幣被OOO使用恐龍系聯組的力量受損，失去利用價值的他最後被完全Greeed化的真木奪走八枚核心硬幣，並且保有意識的一枚核心硬幣隨後分解。
完全體時，頭部為獅子造形加上能變長的黑色頭髮，有著虎和豹造形的手臂和雙腿為黑甲銀底，臂甲和身體上留著石刺裝甲，腰帶加上外框和金色寶石。
佳美爾（ガメル）（松本博之飾／香港配音：林筠翔／台灣配音：李勇/中国大陆配音：陌上（10th復活的核心硬幣））
重力系幹部。上半身不完全，代表色是銀色，幾乎以自己的慾望創造Yummy。本身能創造超成長型的Yummy，劇中未使用，在其核心硬幣被Kazari奪走後而被使用。
在首次復活時，身上持有七枚核心硬幣。
名字的含義是「竊取」。
能使用力量極強的身體和能伸長的鼻子攻擊。
力量雖強但心智年齡卻很幼小，完全忠於自身慾望。幾乎依賴Mezool照顧較多。
第11話幫Mezool在Ankh身上奪回兩枚核心硬幣。
於第12話被奪走三枚核心硬幣。導致除了頭部以外都不完全。
於第15話被Kazari說服而吸收Mezool的七枚核心硬幣。
於16話吸收自己的三枚核心硬幣而回復為完全形態，卻在其後被Mezool整個吸收。在Mezool被OOO擊破後，其本體和Mezool一起爆炸而核心硬幣卻被Kazari、Uva和Ankh奪取。
於第36話再次復活。
於第45話完全復活，但由於第46話開頭有兩枚硬幣被真木破壞，所以最後被兩個Birth重擊之後死去。
完全體時，頭部為犀牛和象的造形，全身為黑、白和灰色的重型裝甲，右臂上有帶刺的手甲，左臂上有帶砲的手甲，背上有猩猩的背甲，腰帶加上外框和金色寶石。只要被Gamel（完全體）接觸過的人和物，隨後都會變成一大堆普通硬幣。
烏霸（ウヴァ）（山田悠介飾／香港配音：周良鴻／台灣配音：馬伯強/中国大陆配音：栾立胜（10th復活的核心硬幣））
昆蟲系幹部。下半身不完全，代表色是綠色，能創造蟲蛹型的Yummy。
在復活時，身上持有七枚核心硬幣。
名字的含義是「掠奪」。
彈跳力極強，右手上有雙刃爪。能從頭部的角放出電擊。
行事極為衝動，容易受他人挑撥而憤怒。
與Kazari不和。
於第5話被奪走兩枚核心硬幣，導致除了頭部和爪以外都不完全。
於第8話從Ankh手上奪回自己和Kazari的核心硬幣，同一話中用Kazari的核心硬幣交換回自己的核心硬幣，完成身體的一部分。
於第15話被Kazari襲擊，於是於第16話欲襲擊Mezool但被反擊。
於第16話在Mezool被OOO擊破後奪取Gamel和Mezool的核心硬幣，但是沒有吸收。
於第23話與Kazari遭遇並起爭執，卻不敵吸收了其他屬性核心硬幣的Kazari而逃走。
於第31話中利用贗品Blank植入人體，而逐漸累積了大量Cell Medals，力量也因此大增。
於第36話中將Gamel和Mezool復活，卻遭其背叛而被擊破，僅留意識於一枚核心硬幣，事後附身於草田身上，作行動用途。
於第43話中被Ankh再次復活。
於第44話中奪回兩枚自己的核心硬幣。
於第47話完全復活。實力力壓兩個Birth和恐龍系聯組OOO。
於第48話和OOO展開戰鬥，但是完全復活後依然不敵使用「王之硬幣」的OOO，被擊敗後隨後被真木投入大量核心硬幣。
於第48話暴走後變成巨大Greeed暴走態，最後被真木死去的黑洞吸進虛無死去。
完全體時，頭部為鍬形蟲造形加上黑角，有著螳螂和蝗蟲造形的手臂和雙腿為綠甲黑底，臂甲上留著兩條劍帶，腰帶加上外框和金色寶石。
巨大Greeed暴走態
Uva被真木投入大量核心硬幣後變成。
有著極強大的重量感，贗品Blank會不斷出現。周邊的物件會變成一大堆普通硬幣。
最後被真木死去的黑洞吸進虛無。
梅茲魯（メズール）（矢作穗香飾+尤加奈聲演／香港配音:謝潔貞（怪人）、黃昕瑜（人型）／台灣配音：高嘉鎂/中国大陆配音：蔺殚蝉（10th復活的核心硬幣））
水棲系幹部，唯一女性的Greeed。上半身不完全，代表色是藍色，能創造繁殖型的Yummy。
在首次復活時，身上持有八枚核心硬幣。
名字的含義是「愛慾」。
可射出水柱和水炮。
為目前敵對Greeed中，頭腦最為冷靜清楚的人。其心思縝密程度連Ankh也戒慎。
於第9話被奪走四枚核心硬幣。導致除了頭和身體以外都不完全。
於第12話從Gamel手上取回2枚自己的核心硬幣，完成身體的一部分。
於第15話被Kazari襲擊而幾乎失去所有核心硬幣（五枚），而被強制變成人類型態。
於第16話把回復為完全形態的Gamel和自己的七枚核心硬幣吸收再回復為完全形態，其後被真木強行將5,000個Cell Medals與Uva的兩枚核心硬幣吸收入體內而變成巨大的貪婪形態並暴走，最後被OOO擊破。其本體和Gamel一起爆炸而核心硬幣卻被Kazari、Uva和Ankh奪取。
於第36話再次復活。
於第45話中完全復活，能夠變為水流，但被OOO擊破，身上三枚核心硬幣亦被斬碎，隨即死亡。
完全體時，頭部為殺人鯨造形，全身為電鰻造形的藍、黑和銀色衣甲，身上裝上有章魚腳的斗篷，雙腿也是章魚造形的，腰帶加上外框和金色寶石。
Mezool-巨大Greeed暴走態
由Mezool吸收自身八枚、重量系七枚、昆蟲系二枚核心硬幣和5000個Cell Medals而誕生的巨大怪物。
能在空中浮遊和移動、有強大的攻擊、柔軟和防禦力。
有著極強大的重量感、背上的硬殼可以擋住一切攻擊、身體下方有著大量觸手和有像電鰻、犀和象所組成的頭部。
因為Mezool只有八枚水棲系核心硬幣而不能完全控制它的理性，被重量系和昆蟲系的核心硬幣完全制御，以至其控制不能而暴走。
被鴻上評為失敗；但被真木評為成功。
最後被得到兩枚昆蟲系核心硬幣的OOO GATA・KIRI・BA COMBO以必殺技擊破。
安酷（Lost）（アンク（ロスト））（飛田光里飾+入野自由聲演／香港配音：麥皓豐（怪人）、魏惠娥（人型）／台灣配音：姜先誠（怪人）、張乃文（人型）/中国大陆配音：汤水雨（10th復活的核心硬幣））
鳥系幹部。右半身不完全，代表色是紅色，能創造哺育型的Yummy。
一開始僅有左腕出現於劇中。常散落紅色羽毛。
其軀體因為被鴻上找到，並且復活，但僅空有生命型態並無自我意識和記憶。
於第29話正式現身，此時身上有五枚核心硬幣。
於第30話複製了一個小孩的姿態作為人型態。
左背上長有一隻紅色羽翼，能用作飛翔。
左手能放出紅色的火炎。
有著青色的眼睛，右臉和右手為紫色，也缺少右側翅膀。
第39話開始有自我意識。
第40話將Ankh吸收，並恢復了右側翅膀，但臉部依然未補全。Ankh的意識依然留在右手中。
第42話被OOO擊破，身上3枚核心硬幣亦被斬碎。
800年前的王
假面騎士OOO的上任變身者，在鴻上的幻想中曾經登場過，於完結篇《假面騎士OOO 10th 復活的核心硬幣》中正式登場。
被Ankh稱其為「慾望集合體」。
真實身份是一位王者，因想成為神一樣的存在而使用得太多CORE Medal的力量而暴走，順帶把Greeed封印；自己創造了OOO腰帶和命令Master Gala等鍊金術師制造CORE Medal。Greeed則是因為CORE Medal而誕生的。
於完結篇《假面騎士OOO 10th 復活的核心硬幣》將貪婪怪人幹部全員復活，將火野映司擊敗，而後再度將貪婪怪人及核心硬幣一並吸收；而後被Ankh及Goda兩人聯手擊敗。
Giru（ギル）
恐龍系幹部。
於《假面騎士×假面騎士 OOO & W feat. Skull MOVIE大戰 Core》中首次登場。
於第44話，完全Greeed化的真木成為了Giru，將失去利用價值的Kazari的八枚核心硬幣奪走。
於第46話，火野映司被真木清人放入兩枚恐龍系硬幣，也導致完全Greeed化。
第48話被映司和Ankh完全擊敗，落入黑洞之中。
Shocker Greeed（石川英郎聲演）
Goda

## 40年後的未來
湊海遙（みなと ミハル）（荒井敦史飾、濱田賢二聲演／香港配音：鄧永健／台灣配音：王辰驊；陳彥鈞）
假面騎士AQUA與假面騎士波賽頓的變身者。
於聯動劇場版《假面騎士×假面騎士 Fourze & OOO MOVIE大戰MEGA MAX》中登場。
來自40年後的世界，對水的恐懼使他不能變身成AQUA。
從鴻上處得到SAME、KUJIRA與OOKAMIUO Medal，因此獲得波賽頓的變身能力。
於吸收所有Medal後暴走，並開始穿越時空以滿足其對於戰鬥的慾望。
波賽頓在映司與安酷的計劃之下與海遙的身體脫離，最後被克服恐懼的海遙以假面騎士AQUA的必殺技Oceaning Break擊敗假面騎士波賽頓，海遙在戰鬥結束後回到未來。
於聯動劇場版《假面騎士×假面騎士 Fourze & OOO MOVIE大戰MEGA MAX》最後一段歸來，將Super TaToBa變身用Medal交給映司。並與Stronger等七位幪面超人一起阻擋財團X的再生怪人，支援Fourze & OOO去追擊超銀河王。
於《假面騎士ZI-O》第44-46話作為假面騎士AQUA話登場。

## 其他主要人物
真木仁美（まき ひとみ）
真木清人已故的姐姐，和白石千世子極為相像，仅出現于真木的回憶中。生於1958年，於1986年去世。
真木和她姐姐年齡相差很大，自真木兒時父母去世後，一直撫養他長大。真木從小開始只跟她聊天，只對她打開心扉。
看出真木的優秀，在父母的喪禮中，灌輸真木「就像故事劃上句號完結，人因為死而終結。」的觀念。她亦是對真木扭曲的人格造成重大影響的人。
在结婚前日決定結婚後離開真木家，她知道真木無法與其他人溝通，便送給他一個洋娃娃作為她離開後的代替品，並對真木說「放心吧，你比誰都厲害。」，使真木感到疏離。真木無法接受她離開的事實， 於是在结婚前夜趁她睡覺的時候，於她的寢室用洋燭放火將其燒死，不讓她離開自己，並具體實現她的說話「人因為死後才終結」。洋娃娃的頭髮亦是在當時燒掉。
雖然在真木的回憶中顯得很慈祥，但事實上並非如此。真正的仁美性格較為腹黑，殘酷；一直帶著甜美的笑容，溫柔的對別人笑的仁美只是真木心目中姐姐的形象。
不過，她只出現於真木的回憶中，無法得知事實上她是個怎樣的人。